# Episodi di Chicago Med (settima stagione)
La settima stagione della serie televisiva Chicago Med, composta da 22 episodi, viene trasmessa in prima visione negli Stati Uniti d'America su NBC dal 22 settembre 2021 al 25 maggio 2022.
In Italia è stata trasmessa dal 16 novembre 2021 al 2 agosto 2022 su Sky Serie. In chiaro viene trasmessa su Italia 1 dal 25 maggio al 14 agosto 2023 , ogni giovedí in seconda serata.
| nº | Titolo originale                           | Titolo italiano                                  | Prima TV USA      | Prima TV Italia  |
| -- | ------------------------------------------ | ------------------------------------------------ | ----------------- | ---------------- |
| 1  | You Can't Always Trust What You See        | Non tutto è sempre reale                         | 22 settembre 2021 | 16 novembre 2021 |
| 2  | To Lean In, Or To Let Go                   | Mi sostieni o mi lasci andare?                   | 29 settembre 2021 | 23 novembre 2021 |
| 3  | Be the Change You Want to See              | Il primo a cambiare                              | 6 ottobre 2021    | 30 novembre 2021 |
| 4  | Status Quo, aka the Mess We're In          | Una situazione di grande confusione              | 13 ottobre 2021   | 7 dicembre 2021  |
| 5  | Change Is a Tough Pill to Swallow          | Cambiare è difficile                             | 20 ottobre 2021   | 14 dicembre 2021 |
| 6  | When You're a Hammer Everything's a Nail   | È tutto lecito per il bene del paziente?         | 27 ottobre 2021   | 21 dicembre 2021 |
| 7  | A Square Peg in a Round Hole               | Forzature controproducenti                       | 3 novembre 2021   | 28 dicembre 2021 |
| 8  | Just as a Snake Sheds Its Skin             | Come un serpente che cambia pelle                | 10 novembre 2021  | 4 gennaio 2022   |
| 9  | Secret Santa Has a Gift for You            | Un regalo inaspettato                            | 8 dicembre 2021   | 11 gennaio 2022  |
| 10 | No Good Deed Goes Unpunished... in Chicago | Nessuna buona azione resta impunita... a Chicago | 5 gennaio 2022    | 18 gennaio 2022  |
| 11 | The Things We Thought We Left Behind       | Il passato ritorna sempre                        | 12 gennaio 2022   | 25 gennaio 2022  |
| 12 | What You Don't Know Can't Hurt You         | Quello che non sai non può nuocerti              | 19 gennaio 2022   | 24 maggio 2022   |
| 13 | Reality Leaves a Lot To Imagination        | Una inimmaginabile realtà                        | 23 febbraio 2022  | 31 maggio 2022   |
| 14 | All Things That Could Have Been            | Tutto ciò che ho perso                           | 2 marzo 2022      | 7 giugno 2022    |
| 15 | Things Meant To Be Bent Not Broken         | L'importanza della flessibilità                  | 9 marzo 2022      | 14 giugno 2022   |
| 16 | May Your Choices Reflect Hope, Not Fear    | Una giusta decisione                             | 16 marzo 2022     | 21 giugno 2022   |
| 17 | If You Love Someone, Set Theme Free        | Se ami qualcuno, lascialo libero                 | 6 aprile 2022     | 28 giugno 2022   |
| 18 | Judge Not, For You Will Be Judged          | Non giudicate e non sarete giudicati             | 13 aprile 2022    | 5 luglio 2022    |
| 19 | Like a Phoenix Rising From The Ashes       | Come una fenice che risorge dalle ceneri         | 20 aprile 2022    | 12 luglio 2022   |
| 20 | End of the Day, Anything Can Happen        | A fine giornata, tutto può accadere              | 11 maggio 2022    | 19 luglio 2022   |
| 21 | Lyng Doesn't Protect You From The Truth    | Mentire non protegge dalla verità                | 18 maggio 2022    | 26 luglio 2022   |
| 22 | And Now We Come To The End                 | La resa dei conti                                | 25 maggio 2022    | 2 agosto 2022    |